# 菊苣
菊苣（學名：Cichorium intybus），又稱苦苣、苦菜，是一種灌木叢生的多年生草本植物，長出藍色或薰衣草色的小花。原生於歐洲，但現時已自然生長於北美等地而成為路邊物種。經烘焙及磨碎後的根部廣泛用作咖啡代用品起源於地中海，但現在在全球，特別是美國南部的新奧爾良地區、印度及東南亞也廣受歡迎。與此同時，它也是製作红眼肉汁的主要材料。
常見的菊苣有多個名稱，包括blue sailors、succory、coffeeweed等。中文的稱謂繁多，包括野生苔苣、法國苦苣、比利時苦苣等，但其實它們並不指同一品種。

## 歷史

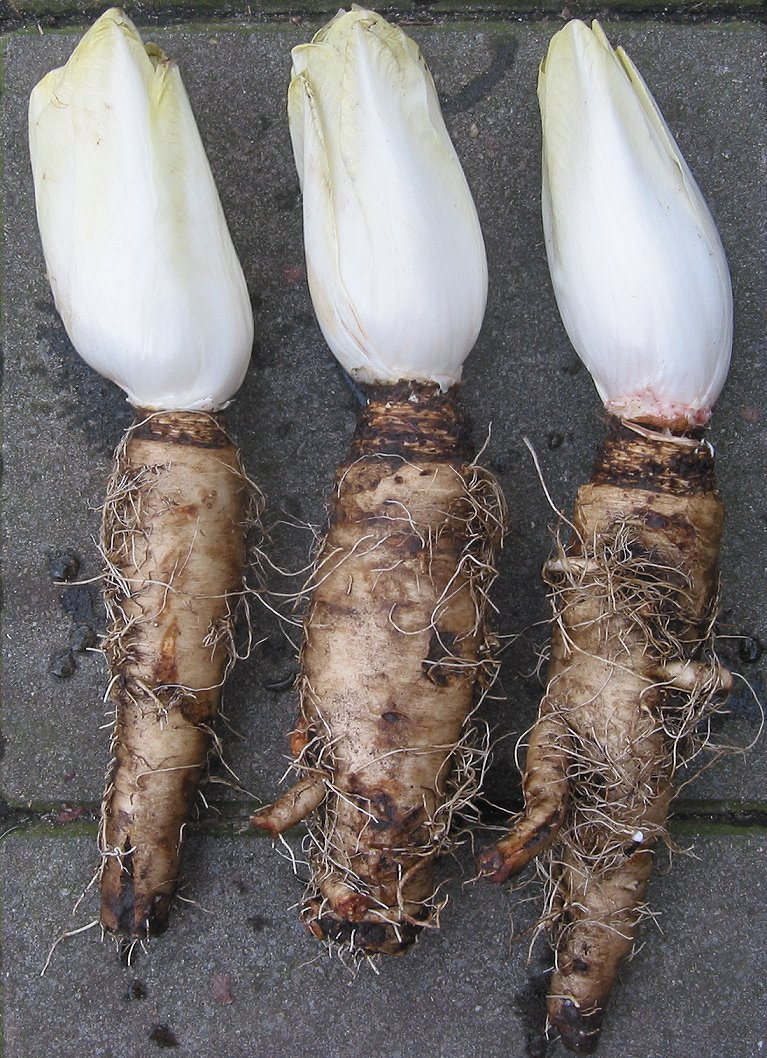
比利時菊苣

菊苣是其中一種最早有文學作品紀錄的植物。2000前多年，古罗马詩人賀拉斯在一篇記述自己飲食的文中寫下「橄欖、菊苣及冬葵是我的糧食。」"（"Me pascunt olivae, me cichorea, me malvae"）。蘇格蘭學者蒙博杜則於1779年認容為"chicoree"，而法國烹飪中用栽培方法作為葉菜食用亦由來以久。在法國大革命拿破崙時期，菊苣根經過處理後開始作為攙雜物加進咖啡中，這也是現在菊苣根在英、美等地作為廉價咖啡代用品的起源。菊苣葉也作為羅馬食譜中一種有代表性的食品：以大蒜及紅椒炒香，伴以肉類及馬鈴薯，突出菊苣葉的微苦口味及辛香。
2005年聯合國糧食及農業組織指出中國及美國是菊苣食材及生菜的主要產地。

## 品種
人工栽培的菊苣主要有三種：
- 紅菊苣（Radicchio）：葉子一般是紅色的，常用於點綴沙拉，產自意大利特雷維索[6][7]、维罗那和基奥贾的紅菊苣最為知名。[8]
- Sugarloaf：近似生菜[9]
- 比利時菊苣（witloof、witlof）：主要在地下生長，只有頂部露出地面，葉子白而綿軟，苦味較淡。它是1850年代比利時布魯塞爾植物園開發出來的，因而得名。[10]

## 象徵意義及流行文化上的應用
菊苣淡藍色的花朵常使人產生浪漫的感覺，原因與浪漫主義時期不少藝術作品均用藍色的花朵作為象徵物有關。而根據歐洲的民俗傳統，菊苣還具備了打開鎖上的門的作用。
在美國動畫其中一集中，當麗莎·辛普森步入春田镇歷史學會大樓時，管理員手持著咖啡杯並說：「我很享受一邊講述樂隊Jebediah的事，一邊飲用菊苣咖啡。」

## 草藥應用
從古到今，特別在德國，不少書籍均指菊苣的花朵可作為治療一般疾病的藥物。從保健作用到刺激食量，治療膽石、腸胃炎、鼻竇疾病及去除瘀斑等均有相關應用。(Howard M. 1987)

## 外部連結
- Herb Teas and old remedies : Chicory （页面存档备份，存于） (fr.with translator)
- Chicory Pollinators （页面存档备份，存于） Diagnostic photographs; insect pollinators of Chicory
- Chicory Coffee - How Does it Taste? （页面存档备份，存于）
- ITIS 36762
- Chicory, endive, and other gourmet greens （页面存档备份，存于）
- Chicory photo and description
- Dogfish Head's Chicory Stout
- 菊苣, Juju （页面存档备份，存于） 藥用植物圖像數據庫 (香港浸會大學中醫藥學院) （繁體中文）（英文）